# Magharat as-Suchul
Magharat as-Suchul, Skhul (arab. مغارة السخول, Maghārat as-Sukhūl; hebr. מערת הגדי, Me’arat ha-Gedi) – grota położona pod nawisem skalnym w paśmie Góry Karmel w Izraelu, niedaleko Hadery. Stanowisko archeologiczne z okresu paleolitu.
Badania stanowiska przeprowadził w latach 1929–1934 pod nadzorem Dorothy Garrod Theodore Doney McCown. Wewnątrz jaskini odkryto warstwy środkowopaleolityczne związane z kulturą mustierską. Szczątki fauny reprezentowane są przez kości turów, hipopotamów, dzików, gazeli oraz danieli. W warstwie B, datowanej metodą ESR oraz termoluminescencyjną na 110-80 tys. lat p.n.e. odkryto pochówki 10 archaicznych reprezentantów gatunku Homo sapiens, w tym 7 osobników dorosłych i 3 dzieci. Pochówki wskazują na istnienie rytuału grzebalnego, na piersi jednego ze szkieletów złożona została żuchwa dzika.